# Sundsvallsflyg
Sundsvallsflyg är en svensk flygresearrangör som trafikerar flyglinjen Sundsvall-Timrå – Stockholm-Bromma. Det innebär att de säljer resorna och hyr in flygoperatörerna.
Det svenska flygbolaget Golden Air flög linjen för Sundsvallsflyg med en Saab 2000 fram till år 2006. Därefter tog Skyways över flygningarna och trafikerade för Sundsvallsflyg med Fokker 50, i två år. Därefter tog Golden Air tillbaka kontraktet, och började flyga för Sundsvallsflyg i januari 2008, med en SAAB 2000. De började att flyga med Golden callsign, men efter att Sverigeflyg köpt flygoperatören Avitrans flög de med Avitrans callsign (2Q). I augusti 2010 bestämde sig Sverigeflyg att lägga ner Avitrans, vilket gjorde att Sundsvallsflyg gick tillbaka till Golden Airs Callsign (DC). 